# Juval Noach Harari
Juval Noach Harari (* 24. února 1976 Haifa) je izraelský historik, profesor na katedře historie Hebrejské univerzity v Jeruzalémě, který se proslavil mezinárodním bestsellerem o historii lidstva Sapiens: od zvířete k božskému jedinci.

## Život
Juval Noach Harari se narodil v Haifě a vyrůstal v nedalekém městě Kirjat Ata. Střední vzdělání získal ve Vzdělávacím centru Leo Baecka v Haifě, které se hlásí k Světové unii progresivního judaismu. V letech 1993–1998 studoval historii na Hebrejské univerzitě v Jeruzalémě, kde získal bakalářský a magisterský titul za své práce o středověké logistice a zásobování. Jeho doktorát z roku 2002 na Jesus College Oxfordské univerzity pod vedením historika Stephena Gunna věnovaný srovnání vzpomínek vojáků 15.–16. století se vzpomínkami vojáků století dvacátého (History and I. War and the Relations between History and Personal Identity in Renaissance Military Memoirs, c. 1450–1600, tj. Dějiny a já. Válka a vztahy mezi dějinami a osobní identitou v renesančních válečných memoárech, c. 1450–1600) byl zároveň jeho první vědeckou publikací. Postdoktorskému studiu historie pod záštitou Rothschildovy nadace "Yad Hanadiv" se Harari věnoval v letech 2003–2005. V roce 2005 byl jmenován odborným asistentem na Hebrejské univerzitě, kde od té doby vyučuje, v roce 2008 se stal docentem a v září 2014 pak profesorem. V letech 2003–2011 byl koordinátorem programu světových dějin, konečně v roce 2012 byl spolu s 25 dalšími vědci zvolen do nově ustavené organizace mladších členů Izraelské akademie věd.
V současné době se Harari zabývá světovými dějinami a makrohistorickými procesy. Jeho dosud nejslavnější knihou přeloženou do téměř třiceti jazyků je popularizačně pojatá stručná historie lidstva Sapiens: od zvířete k božskému jedinci, která vyšla již ve dvou českých vydáních (podruhé pod názvem Sapiens: úchvatný i úděsný příběh lidstva). Originální hebrejské vydání se stalo v Izraeli bestsellerem, k čemuž přispěly také Harariho pravidelné sloupky v deníku Haaretz a videopřednášky o světových dějinách na YouTube, které zhlédlo přes 400 000 diváků. Spolu se zájmem akademické obce se Harari okamžitě stal izraelskou celebritou. Své nejslavnější makrohistorické teze vyučuje v bezplatném anglojazyčném kurzu A Brief History of Humankind, tj. MOOC (Massive Open Online Course), jehož se zúčastnilo více než 100 000 lidí. V roce 2009 a 2012 získal Harari Polonskyho cenu za kreativitu a originalitu. V roce 2011 mu potom byla udělena cena Společnosti pro vojenskou historii Moncado Award za články z této oblasti.
Při výzkumu zemědělské a průmyslové revoluce v souvislosti s psaním knihy Sapiens: od zvířete k božskému jedinci se rozhodl pro veganský životní styl. Ekonomika, společnost, politika a náboženství jsou podle něho postaveny na masovém využívání hospodářských zvířat, o jejichž utrpení se nemluví. V prosinci 2013 se podílel na aktivitách Hnutí za práva zvířat, spolu s Garym Yourofskym se zúčastnil dvou konferencí o právech zvířat držených v Tel Avivu a Ramat Gan. V květnu 2015 na toto téma s Alexem Hershaftem spoluorganizoval konferenci, která se konala na Hebrejské univerzitě.
Juval Noach Harari žije se svým manželem Icikem Jahavem v mošavu Mesilat Cijon poblíž Jeruzaléma.

## Dílo
Ve svém díle zaměřeném na světové, středověké a vojenské dějiny si Harari klade otázky typu: Jaký je vztah mezi historií a biologií? V čem tkví zásadní rozdíl mezi rodem Homo sapiens a ostatními zvířaty? Existuje v historii nějaká spravedlnost? Má historie nějaký směr? Je dnešní člověk šťastnější než lidé v minulosti? Osobitým rysem jeho historického myšlení je důraz na kulturu jako hlavního činitele lidského vývoje, a zvláště schopnost aktualizace a promýšlení překvapivých analogií, podle nichž by např. dosavadní princip přírodního výběru mohl být v blízké budoucnosti nahrazen lidskou tvořivostí směřující k produkci kyborgů stejně jako k vytvoření zcela anorganických forem života.

### Monografie
- Renaissance Military Memoirs : War, History, and Identity, 1450-1600. 1. vyd. Woodbridge: Boydell & Brewer, 2004. vii, 225 s. ISBN 1-84383-064-7.
- Special Operations in the Age of Chivalry, 1100-1550. 1. vyd. Woodbridge: Boydell & Brewer, 2007. 224 s. ISBN 978-1-84383-452-6.
- The Ultimate Experience: Battlefield Revelations and the Making of Modern War Culture, 1450-2000. 1. vyd. Basingstoke: Palgrave Macmillan, 2008. xv, 386 s. ISBN 978-0-230-53692-0.
- Kicur toldot ha-enošut. Ilustrace Icik Jahav; spolupráce na výzkumu Idan Šarar. 1. vyd. Or Jehuda: Dvir, 2011. 447 s. ISBN 978-9655520408. (adapatace originálního hebrejského vydání:  Sapiens: A Brief History of Humankind. London: Harvill Secker, 2014. 456 s. Dostupné online. ISBN 978-0062316097.; český překlad anglického vydání:  Sapiens : od zvířete k božskému jedinci. Překlad Anna Pilátová. 1. vyd. Voznice ; Praha: Leda ; Rozmluvy, 2013. 518 s. ISBN 978-80-7335-344-5, ISBN 978-80-87440-71-1.; 2. vydání:  Sapiens : úchvatný i úděsný příběh lidstva. Překlad Anna Pilátová. 2. vyd. Voznice ; Praha: Leda ; Rozmluvy, 2014. 518 s. ISBN 978-80-7335-388-9, ISBN 978-80-87440-89-6.)
- Ha-historja šel ha-machar. 1. vyd. Or Jehuda: Dvir, 2015. 480 s. ISBN 978-965-552-988-3. (hebrejsky) (anglický překlad:  Homo Deus: A Brief History of Tomorrow. London: Harvill Secker, 2016. 448 s. Dostupné online. ISBN 978-191-070-187-4. ; český překlad anglického vydání:  Homo deus : stručné dějiny zítřka. Překlad Alexander Tomský, Anna Pilátová. 1. vyd. Voznice: LEDA, 2017. 431 s. ISBN 978-80-7335-502-9.
- 21 machšavot al ha-mea ha-21. Chevel modi'in: Kineret zmora-zitan dvir, 2018. 352 s. ISBN 9789655667455. (hebrejsky) (anglický překlad:  21 Lessons for the 21st Century. London: Jonathan Cape, 2018. xv, 352 s. ISBN 978-1-78733-067-2. ; český překlad anglického vydání:  21 lekcí pro 21. století. Překlad Zdena Gubalová. Voznice: Leda, 2019. 381 s. ISBN 978-80-7335-612-5.

### Články
- The Military Role of the Frankish Turcopoles - a Reassessment. Mediterranean Historical Review. June 1997, roč. 12, čís. 1, s. 75–116. ISSN 0951-8967.
- Inter-Frontal Cooperation in the Fourteenth Century and Edward III’s 1346 Campaign. War in History. September 1999, roč. 6, čís. 4, s. 379–395. ISSN 0968-3445.
- Strategy and Supply in Fourteenth-Century Western European Invasion Campaigns. The Journal of Military History. April 2000, roč. 64, čís. 2, s. 297–334. Dostupné online. ISSN 0899-3718.
- Eyewitnessing in Accounts of the First Crusade: The Gesta Francorum and Other Contemporary Narratives. Crusades. August 2004, čís. 3, s. 77–99. ISSN 1476-5276.
- Martial Illusions: War and Disillusionment in Twentieth-Century and Renaissance Military Memoirs. The Journal of Military History. January 2005, roč. 69, čís. 1, s. 43–72. Dostupné online. ISSN 0899-3718.
- Military Memoirs: A Historical Overview of the Genre from the Middle Ages to the Late Modern Era. War in History. 2007, roč. 14, čís. 3, s. 289–309. ISSN 0968-3445.
- The Concept of ‘Decisive Battles’ in World History. The Journal of World History. 2007, roč. 18, čís. 3, s. 251–266. ISSN 1045-6007.
- Knowledge, Power and the Medieval Soldier, 1096-1550. In: SHAGRIR, Iris; ELLENBLUM, Ronnie; RILEY-SMITH, Jonathan. In Laudem Hierosolymitani : Studies in Crusades and Medieval Culture in Honour of Benjamin Z. Kedar. [s.l.]: Ashgate Publishing, 2007. ISBN 978-0-7546-6140-5.
- Combat Flow: Military, Political and Ethical Dimensions of Subjective Well-Being in War. Review of General Psychology. September 2008, roč. 12, čís. 3, s. 253–264. ISSN 1089-2680.
- Scholars, Eye-witnesses, and Flesh-witnesses of War: A Tense Relationship, Partial Answers. Journal of Literature and the History of Idea. June 2009, roč. 7, čís. 2, s. 213–228. ISSN 1565-3668.
- Teror ma? Mi-jemej ha-bejnajim va-ad le-ma ha-esrim ve-achat. Zmanim : Riv'on le-Historja. 2009, čís. 8, s. 11–21. Dostupné online [cit. 27.06.2015]. ISSN 1565-5261. (What is Terrorism? From the Middle Ages to the Twenty-First Century)
- Armchairs, Coffee and Authority: Eye-witnesses and Flesh-witnesses Speak about War, 1100-2000. The Journal of Military History. January 2010, čís. 1, s. 53–78. Dostupné online. ISSN 0899-3718.

## Kritika
V akademických kruzích je Harariho dosavadní práce přijímána spíše negativně. Profesor antropologie Christopher Robert Hallpike v recenzi knihy Sapiens v roce 2017 uvedl: „Je zarážející, jak málo toho zjevně přečetl o řadě zásadních témat. Dalo by se říci, že kdykoli jsou jeho fakta v zásadě správná, nejsou nová, a kdykoli se snaží vyrazit na vlastní pěst, často se mýlí, někdy i závažně. [...] Sapiens bychom neměli považovat za seriózní příspěvek k poznání, ale za 'infotainment', za publikaci, která má čtenáře dráždit divokou intelektuální jízdou po krajině dějin, zpestřenou strhující přehlídkou domněnek a zakončenou děsivými věštbami osudu člověka. Z tohoto hlediska se jedná o velmi úspěšnou knihu.”
V červenci 2022 publikoval americký časopis Current Affairs článek „Nebezpečná populistická věda Yuvala Noaha Harariho”, v němž poukázal na nedostatek vědecké opory ve všech jeho knihách: „Autor bestsellerů je nadaný vypravěč a oblíbený řečník. Obětuje však vědu ve prospěch senzacionalismu a jeho dílo je plné nedostatků.”